# Montrigiasco
Montrigiasco è una frazione di Arona, un tempo comune autonomo. 
Nel paese si trovano la Chiesa di San Giusto di epoca romanica, ripetutamente rimaneggiata, con un portico risalente al 1770 e l'oratorio di San Rocco, affrescato con dipinti del Cinquecento.

## Geografia fisica
Il piccolo centro abitato si trova all’altitudine di 424m s.l.m. a 4,20 km dal nucleo abitato di Arona, a 0,98 km dalla frazione di Mercurago e a 2,30 km dalla frazione di Dagnente. 
La frazione è servita dalla strada provinciale che la collega con Dagnente e Arona, e da un servizio autobus gestito da Autoguidovie.

## Toponimo e storia

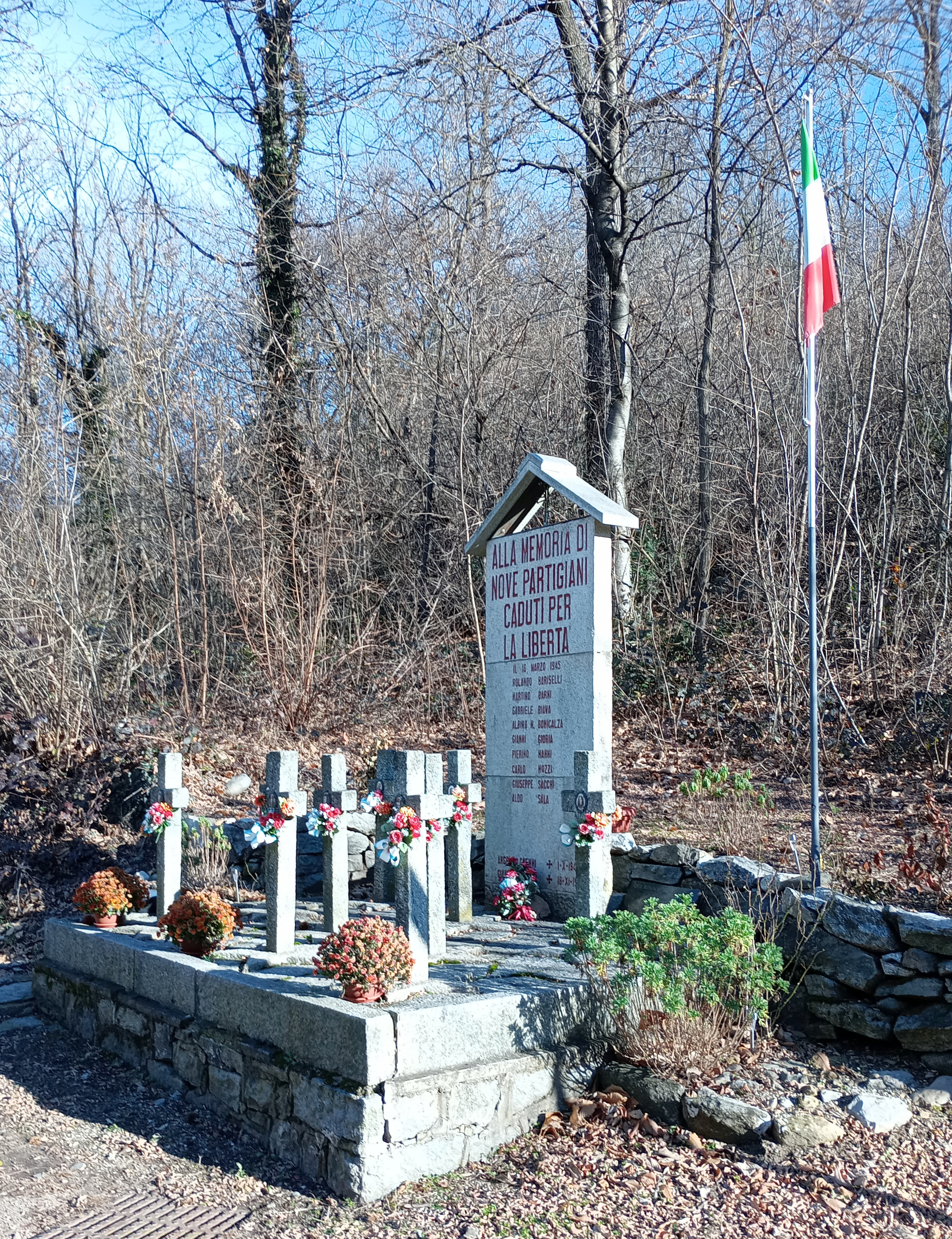
Croci in memoria della Strage di Montrigiasco

In passato si chiamava Monte Olegiasco o Monte Oleggiasco. Oleggiasco è un toponimo di origine longobarda, mentre la parola Monte si riferisce al fatto che è situato sopra un monte sovrastante Oleggio Castello, del cui territorio faceva parte durante la dominazione dei Visconti.
Fino al 1928 Montrigiasco fu un comune autonomo; in quell'anno fu integrato al comune di Paruzzaro, situazione che rimase immutata fino al 1960, anno in cui divenne frazione di Arona, in provincia di Novara.
Il 16 marzo 1945 fu teatro della cosiddetta Strage di Montrigiasco.

## Edifici e luoghi di interesse
Nella parte più esterna a nord ovest della frazione sorge una piccola chiesetta costruita nel 1650 e ristrutturata negli anni 1950 a causa dei danneggiamenti riportati dalla seconda guerra mondiale. 
Gli edifici storici di Montrigiasco sono:
- La chiesetta in via Madonna delle crocette di epoca secentesca.
- La chiesa di San Giusto che si sviluppa a sud  della città, costruita in epoca romanica; è il principale punto di riferimento dì Montrigiasco.
- Il cimitero, che si trova in prossimità della chiesa di San Giusto.